# Karel Svoboda
Karel Svoboda (Praga, 19 dicembre 1938 – Jevany, 28 gennaio 2007) è stato un compositore ceco, autore di numerose colonne sonore per serie televisive negli anni Settanta.

## Biografia
Karel Svoboda nacque a Praga, in Cecoslovacchia (ora Repubblica Ceca) e iniziò la sua carriera come compositore pop dopo aver abbandonato la facoltà di medicina al terzo anno di università. Nel 1963 diventa membro della rock band Mefisto dove suona il pianoforte. Successivamente compose musica per il teatro Laterna Magika di Praga e per molti cantanti cechi. Nel 1969 ha scritto Lady Carneval per Karel Gott, una delle principali pop star ceche; Svoboda ha scritto in totale 80 canzoni per Gott.
Svoboda ha composto colonne sonore televisive per il canale tedesco ZDF per oltre 30 anni ed in particolare è autore delle sigle di molte serie TV degli anni '70, alcune celeberrime come Vicky il vichingo, L'ape Maia, Bambino Pinocchio e Nils Holgersson. Ha anche composto la colonna sonora del film Cenerentola (1973).
Svoboda ha scritto colonne sonore per quasi 90 film e serie TV.
Ha anche scritto colonne sonore per diversi musical:
- Noc na Karlštejně
- Drákula, prima mondiale a Praga il 13 ottobre 1995
- Monte Christo, 2000
- Golem, 2006, tratto dal libro di Zdeněk Zelenka

Svoboda è stato trovato morto per ferite da arma da fuoco nel giardino della sua villa a Jevany il 28 gennaio 2007. Si ritiene che si sia suicidato.